# Hertsi
Hertsi est un centre commercial du quartier d'Herttoniemi à Helsinki en Finlande.

## Présentation
La construction d'Hertsi s'est achevée au printemps 2020. 
En plus des commerces et des restaurants, le centre commercial comprend la bibliothèque d'Herttoniemi (fi), des installations pour les jeunes et un jardin d'enfants y ouvrira plus tard.
Le centre commercial Megahertsi construit précédemment a été intégré au centre Hertsi.
En 2021, trois immeubles résidentiels comptant un total de 250 appartements ont été construits sur le site du centre commercial.

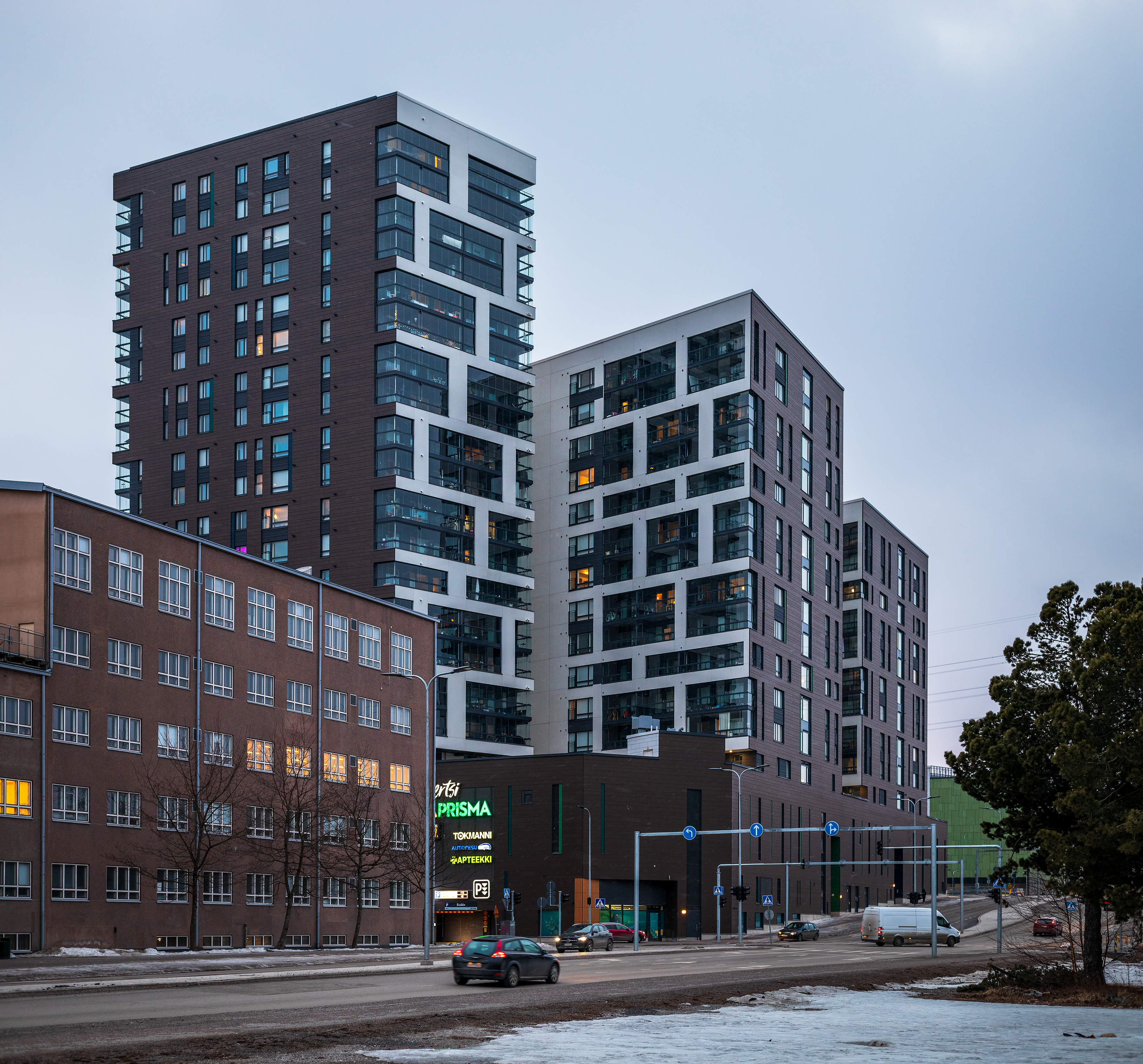
Hertsi vu de Suunnittelijankatu.

## Accès
Le centre commercial Hertsi est à proximité de la station Herttoniemi du métro d'Helsinki.
Il est construit au bord de l'Itäväylä.